# 斬龍山遺址
25°06′10″N 121°31′50″E / 25.1027651730783°N 121.530458098219°E
斬龍山遺址位於今台灣新北市土城區員林里內，經緯度為東經121度26分26秒、北緯25度58分41秒，海拔高度約12-30公尺。
本遺址經由盛清沂教授於1955年6月4日發現，經多次考古發掘後，出土文物有打製石斧、有肩石斧、有段石錛、石錛粗胚、石鏃、打製石矛、網墜等12哈，從出土的文物發現，其文化內涵包括圓山文化土地公山類型及植物園文化。距今2800年至1800年前。
於2012年新北市土城區市立土城醫院預定地，位於土城第一公墓位址。市府辦理遷葬作業期間，竟發現有陶片、石英等遺物。中央研究院歷史語言研究所研究員劉益昌說同於斬龍山文化遺址。
2018年由台灣大學人類學系在公園預定地內進行調查和試掘，確認範圍內的山丘區域仍保有史前文化層。2019年由新北市政府文化局召開考古遺址審議會，依據歷年的調查和發掘成果劃定斬龍山考古遺址的指定及列冊範圍，指定範圍即為目前遺址公園的範圍，同年3月22日公告斬龍山遺址文化公園指定為市定考古遺址，公園工程於同月底竣工。

## 外部連結
1. ↑  新聞速報/中央社,"土城醫院預定地發現文化遺址 考古學家搶救".   [2013-01-26]. （原始内容存档于2013-01-29）.,中時電子報,2013-01-26 19:33.
2. ↑  . 文化部文化資產局 國家文化資產網.   [2022-09-26]. （原始内容存档于2020-02-25）.

## 延伸閱讀
- 盛清沂（1960）。台北縣志，卷四，史前志。台北縣文獻委員會，板橋。
- 黃士強、劉益昌（1980）。全省重要史蹟勘查與整修建議－考古遺址與舊社部分。國立台灣大學考古人類學系、交通部觀光局委託，台北。
- 劉益昌（1992）。台北縣土城鄉土地公山、斬龍山遺址試掘報告。田野考古3(1)：21-57。